# Lijst van bedrijfskundige termen
In de bedrijfskunde en het bedrijfsleven (in ruime zin) komen zeer veel woorden voor die binnen dat vakgebied een specifieke betekenis hebben, en daarbuiten niet worden gebruikt, of in een heel andere betekenis. De gegeven betekenis is hier erg kort gedefinieerd, in het algemeen zal in een artikel zelf, als dat er is, meer staan. Veel bedrijfskundige termen zijn door de Anglo-saksische invloed Engelse leenwoorden, hoewel er soms Nederlandstalige synoniemen bestaan.
AccountantIemand die de (financiële) handelingen en rapportages van organisaties controleert. Dit kan zowel een interne als een externe accountant betreffen.
AccountmanagerWerknemer die verantwoordelijk is voor het contact tussen een klant en het bedrijf.
AfschrijvingDe boekhoudkundige waardevermindering van een actief tijdens diens economische levensduur, vergelijkbaar met slijtage.
Back OfficeEen in de financiele wereld met name bij banken gangbare term voor de bedrijfsafdelingen die infrastructurele ondersteuning bieden zoals IT, Operations, clearing en settlement, HR. Zij staan zelfs niet indirect in contact met klanten of de core business, en dergelijke taken worden soms uitbesteed.
BandbreedteHet door minimum en maximumsalaris begrensd bereik dat een onderneming hanteert voor verschillende functies en niveau´s van senioriteit.
BedrijfsresultaatDe omzet minus de kosten.
Bedrijfsonderdeel / DepartementEen afgebakend onderdeel van een onderneming met eigen taken en verantwoordelijkheden.
Belastbare of fiscale winstDe ondernemingswinst waarover het belastingtarief wordt toegepast, na bedrijfseconomische vaststelling en belastingtechnische correcties.
BenchmarkingVergelijkende test van de verschillende spelers in een markt.
BoardroomVergaderruimte.
BeschermingsconstructieJuridische maatregelen die een vijandige overname moeten voorkomen dan wel bemoeilijken, bijvoorbeeld het certificeren van aandelen.
BoekhoudschandaalEen situatie waarin blijkt dat een jaarrekening een te rooskleurig beeld van de stand van zaken in een onderneming heeft gegeven.
Business angelVermogende particulier die startende ondernemingen kapitaal verstrekt.
business process outsourcinguitbesteding van bedrijfsprocessen
Business Continuity ManagementVoorbereidingsmaatregelen, waaronder procedures en processen, instructies, verzekeringen, backup IT-capaciteit en kantoorruimte etc., ter verzekering van de continuïteit van een onderneming in geval van een gebeurtenis die deze kan bedreigen (overstroming, brand, aardbeving, epidemie, terroristische aanslag, cyberaanval, etc.).
BonusEen meestal aan het eind van het jaar vallende extra beloning bovenop het juridisch afdwingbare salaris, vaak betaald uit de jaarwinst of winstreserves, evenals als het dividend. Hieraan ligt een bonuspool ten grondslag, het deel van de winst dat voor bonusuitkeringen gereserveerd is.
CarousselEen structuur waarin dezelfde vennootschappen meerdere malen transacties met elkaar verrichten. Dit kan een frauduleuze achtergrond hebben.
CashflowDe geldstromen die een onderneming binnenkomen en verlaten.
CEO (Chief Executive Officer)Engelse term voor algemeen directeur van een bedrijf.
CFO (Chief Financial Officer)Engelse term voor financieel directeur van een bedrijf.
COO (Chief Operational Officer)Engelse term voor directeur die het primaire proces van een bedrijf leidt (de 'operations'), waarin de producten en diensten worden voortgebracht die aan de klanten worden geleverd.
CCO (Chief Commercial Officer)Engelse term voor de commercieel directeur van een bedrijf.
ChasenHet contact leggen met iemand teneinde deze persoon eraan te herinneren dat hij of zij nog iets moet doen (bijvoorbeeld debiteuren bellen teneinde ze te overreden hun uitstaande rekeningen te betalen).
ChurningDiensten (veelal ongevraagd) verrichten die voor de klant geen toegevoegde waarde hebben teneinde meer te kunnen factureren.
Compliance1. Het geheel aan procedures waarmee wordt verzekerd dat een organisatie werkt in overeenstemming met de geldende wet- en regelgeving. 2. De bedrijfsafdeling die zich hiermee bezighoudt.
Compliance officerEen werknemer, meestal in een managementfunctie, die de eindverantwoordelijkheid draagt voor compliance van een organisatie. Deze dient onafhankelijk te opereren en mag in principe geen contact met klanten hebben, ten einde belangenverstrengeling te vermijden.
Concern (ook welgroep) : Een groep gelieerde entiteiten die samen een onderneming uitoefenen.
Debiteurenbeheer / Debiteuren / Credit controlBedrijfsafdeling die zich met debiteurenbeheer bezighoudt, oftewel het bewaken van uitstaande facturen.
Demotie of degradatieEen werknemer overplaatsen naar een lagere functie.
DividendDe winstuitdeling voor de aandeelhouders.
DirecteurBestuurder van een onderneming, of een bestuurder in een naamloze vennootschap. Dit kan zowel een bestuurder in juridische zin of een manager in de hiërarchie van de onderneming betekenen. Een variant is de Managing Director (MD) die meestal aan het hoofd van een kantoor staat.
Disciplinaire sanctieEen sanctie, opgelegd door een werkgever aan een werknemer in het kader van zijn arbeidsovereenkomst, ten gevolge van misstappen. Bij deze misstappen kan men denken aan misdragingen, misbruik van bedrijfseigendom, lekken van informatie, nalatig of opzettelijk handelen in strijd met policies, procedures of de wet, diefstal, herhaaldelijk te laat komen, etc. Bij maatregelen kan men denken aan een verplichte training, berisping of waarschuwing in verbale of geschreven vorm, onbetaald verlof, demotie en ontslag (in het ernstigste geval op staande voet en gepaard gaand met aangfte bij de politie).
DochtermaatschappijVennootschap wiens aandelen door een andere vennootschap worden gehouden.
EBITDAAfkorting voor Earnings Before Interest, Taxes, Depreciation and Amortization, de brutowinst minus aftrek van overheadkosten van een bedrijf. Zie ook EBIT en EBT.
EmolumentenBeloningen die buiten de primaire arbeidsbeloning (het salaris) vallen. Dit betreft meestal voordelen in natura.
FinanceDe bedrijfsafdeling die zich met bedrijfsfinanciën bezighoudt.
First-, Second- en Third Line of Defense (ook wel LoD1, -2 en -3)De metaforische ´verdedigingslinies´ tegen non-compliance of regulatoir risico: LoD1 omvat het Front Office, oftewel alle werknemers de contact hebben met de klant. Zij worden geacht opmerkzaam te zijn op risico´s en deze waar nodig te signaleren en te managen. LoD2 wordt gevormd door Risk Management en Compliance, dat apart hierop controleert. LoD3 wordt gevormd door de interne audit, die controle achteraf voltrekt. Vaak wordt ook gesproken van een Fourth Line of Defence, dit is regulator of supervisor die de onderneming controleert en waar nodig corrigeert. Dit model is een uitvloeisel van het principe dat compliance de verantwoordelijkheid is van iedere werknemer in de onderneming. LoD1 zijn de fee earners, LoD2 en LoD3 zijn ondersteunend, en LoD4 is extern.
Fixed feeOok wel bekend als vaste vergoeding. Een beloningssysteem waarbij een dienstverlener of leverancier per prestatie een vaste vergoeding ontvangt. Zie ook stukloon.
FreelancerIemand die werkzaamheden voor verschillende opdrachtgevers verricht bij wie hij niet in dienstbetrekking is.
Front OfficeEen in de financiele wereld met name bij banken gangbare term voor de bedrijfsafdelingen die direct contact met de klant hebben. Dit komt meestal overeen met de fee-earners en vaak zijn hier de best betaalde en meest prestigieuze banen.
FusieHet samengaan van twee of meer bedrijven waarbij de bedrijfskundige term, anders dan de juridische, inhoudt dat er min of meer gelijkwaardigheid bestaat tussen de partners. Zo niet, dan spreken we van een overname. In economische spreekt men van aandelenfusies (ook wel share deal, de koop van alle aandelen van een vennootschap), bedrijfsfusie (of asset deal, de overname van alle activa en passiva), en de juridische fusie (het juridisch samensmelten van twee entiteiten). In economische zin is er juridisch vaak sprake van een herstructurering aan de top.
Gardening leaveEufemischische term voor het naar huis sturen van een werknemer tijdens de opzegtermijn van zijn ontslag, bijvoorbeeld omdat hij niet meer gemotiveerd is, de atmosfeer zal verstoren, of ter voorkoming van wraakacties. De letterlijke vertaling is: verlof om in de tuin te werken.
Golden ParachuteBeding dat een vertrekkende bestuurder bij gedwongen vertrek een zeer riante ontslagvergoeding toekent.
Gouden handdruk(Riante) ontslagvergoeding.
GreenfieldEen nieuwe vestiging openen zonder een bestaand bedrijf over te nemen. De vestiging wordt dus "vanaf het groene veld" opgebouwd door de onderneming.
HaircutKorting die crediteuren (moeten) accepteren op betaling op hun uitstaande vordering jegens een in financiele moeilijkheden of faillissement verkerende onderneming. Dit kan neerkomen op gedeeltelijke kwijtschelding.
Holding of houdstermaatschappijEen vennootschap die aandelen (en vaak de controle) in andere vennootschappen houdt.
Humanresourcemanagement (HRM of Personeelsbeleid)Het bedrijfsonderdeel of de wetenschap die zich bezighoudt met het personeel en alle aspecten die daarbij komen kijken, zoals werving en binding, afvloeiing en ontslag, en salariëring.
ITDe bedrijfsafdeling die zich met IT bezighoudt. Deze omvat meestal een IT-helpdesk waar werknemers met problemen met hun computer, bedrijfstelefoon of laptop terecht kunnen.
Joint VentureSamenwerkingsverband tussen twee of meer ondernemingen waarbij beiden iets inbrengen, maar hun zelfstandigheid behouden.
JuniorEen beginnende werknemer, vaak met minder dan 5 jaar ervaring.
Juridische zaken / LegalDe bedrijfsafdeling die de juridische zaken van het bedrijf bewaakt. Deze wordt meestal geleid door een bedrijfsjurist (inhouse counsel).
Kasgeldvennootschap of cashboxEen vennootschap die voornamelijk liquide middelen houdt, bijvoorbeeld omdat deze alle activa verkocht heeft in het kader van beëindiging van de onderneming.
KasrondjeHet circuleren van liquide middelen tussen dezelfde vennootschappen, vaak met fiscale of soms frauduleuze motieven.
KartelMarktverdelende samenwerking tussen twee of meer ondernemingen. Dergelijke afspraken zijn in delen van de wereld verboden.
KengetalEen getal dat de verhouding tussen bepaalde financiële posten uit de (jaar)cijfers weergeeft.
Kernactiviteit of core businessDe activiteit van een onderneming waarmee het zijn inkomen verdient. Werknemers binnen deze activiteit worden ook wel aangeduid met ´free earners´.
KPI (Key Performance Indicator)Een doelstelling (target) aan de hand waarvan het functioneren van iemand of iets wordt beoordeeld.
KredietratingIndicatie van de kredietwaardigheid van een onderneming, nationale overheid of obligatielening. Belangrijkste verstrekkers van ratings zijn Fitch, Standard & Poor's en Moody's.
ManagerWerknemer met een leidinggevende positie, of een bestuurder in een vennootschap met beperkte aansprakelijkheid. De managers worden gezamenlijk aangeduid met management, waarbij men soms onderscheid maakt tussen hoger management (managers die leiding geven aan andere managers) en middenmanagement (managers die leiding geven aan uitvoerend niet-leidinggevend personeel). Een tweede betekenis van de term management is de aansturende activiteiten die een manager verricht.
MarketingHet planmatig bij elkaar brengen van bestaande of potentiële producenten van een product of dienst met bestaande of potentiële klanten.
MediorEen werknemer met enige ervaring, vaak 3 tot 6 jaar.
Middle OfficeEen in de financiele wereld met name bij banken gangbare term voor de bedrijfsafdelingen die directe ondersteunende taken verrichten voor de dienstverleners. Zij staan hooguit indirect in contact met de klant of de core business.
MoedermaatschappijDe holding die aan de top van de concernstructuur staat en direct of indirect aandeelhouder van alle andere groepsmaatschappijen is. De moedermaatschappij is vaak eigendom van de UBO´s of genoteerd aan een aandelenbeurs.
MultinationalOnderneming die in meerdere landen vestigingen heeft. Soms wordt er onderscheid gemaakt tussen een multinational die weliswaar in meerdere landen vestigingen heeft maar nog wel het zwaartepunt (de meeste omzet, werknemers, belangrijkste kantoren, zeggenschap) in de moedermarkt, en transnationals waarbij de moedermarkt minder belangrijk is en de organisatie decentraal.
NettowinstDe voor de aandeelhouders, partners of ondernemer beschikbare vermogenstoename van een onderneming na betaling of aftrek van alle kosten en lasten.
No cure, no payEen beloningssysteem voor dienstverleners waar slechts betaling verschuldigd is indien resultaat is geboekt.
Old boys networkEen groep oudgedienden of bekenden die elkaar in het beroepsleven de hand boven het hoofd houdt en elkaar belangrijke functies toespeelt.
Ondersteunende activiteitEen activiteit die de kernactiviteit van het bedrijf ondersteunt en zelf geen inkomen genereert. Voorbeelden zijn Juridische Zaken, Personeelszaken, IT, Interne Audit, Compliance.
OrphanstructuurEen groepsstructuur met aan de top een aandeelhouderloze entiteit, zoals een Nederlandse stichting. Dit ziet men vaak bij securitisaties en bij beschermingsconstructies.
OvernameEen samengaan van twee of meer ondernemingen waarin één onderneming dominant is en de andere min of meer in deze dominante onderneming opgaat.
OffshoringHet verplaatsen van bepaalde bedrijfsonderdelen naar het buitenland.
OutsourcingHet uitbesteden van bepaalde taken aan buitenstaanders, die zich hier vaak in specialiseren. Voorbeelden zijn debiteurenbeleid, werving en selectie, en productie.
Personal Improvement Plan (PIP)Een met een disfunctionerende werknemer afgesproken stappenplan om het functioneren te verbeteren.
PDG, President-Directeur-Generaal.
Poison Pilldermate nadelige handeling laat uitvoeren dat de overname niet meer interessant is.
PolicyEen bedrijfsvoorschrift dat een wettelijke norm direct implementeert. Het document beschrijft vaak de norm in algemene termen en in het context van Anti-overnamebepalingen in statuten en andere juridische documenten, die de onderneming bij een vijandige overname een dermate nadelige handeling laat uitvoeren dat de overname niet meer interessant is.
PolicyEen bedrijfsvoorschrift dat een wettelijke norm direct implementeert. Het document beschrijft vaak de norm in algemene termen en in het context van de onderneming. Gedetailleerdere werkinstructies worden vervolgens vastgelegd in een procedure of SOP. Dit kan gezien worden als het hoogste niveau bedrijfsvoorschrift, en policies worden dan ook in principe goedgekeurd, gewijzigd of ingetrokken door de bestuurders.
Procedure of SOPEen set van regels of werkinstructies met betrekking tot (een deel van) werkzaamheden en bedrijfsprocessen, teneinde standaardisatie, kwaliteit, robuustheid en controles in de werkzaamheden in te bouwen. Procedures zijn vaak praktische uitwerkingen van policies. Dit kan gezien worden als het tweede niveau bedrijfsvoorschrift, en policies worden dan ook in principe goedgekeurd, gewijzigd of ingetrokken door de bestuurders. Informeel kan een manager nog nadere instructies vastleggen.
PromotieEen werknemer overplaatsen naar een hogere functie.
Rat raceDe concurrentiestrijd om het behalen van een toppositie. De term "rat race" is negatief geladen, refereert aan ratten die in een molen rondrennen, en suggereert de hoge werkdruk en het repetitieve karakter van het werk.
Remedial Action Plan (RAP)Een door de regulator opgelegd verbeteringsplan.
Representative officeEen kantoor in een ander land dat zich voornamelijk met commerciele taken bezighoudt en niet met de kernactiviteit.
Reverse sollicitationHet benaderen van een partij op niet-natrekbare wijze teneinde hem te vragen het ´officiële´ initiatief tot een zakelijke relatie te nemen. De reden hierachter is dat betreffende partij juridisch beperkt is (bijvoorbeeld door een non-sollicitatiebeding) terwijl de ander dat niet is.
Risk appetiteDoelstelling van het maximum risico dat een onderneming wenst te accepteren.
Risk / Risk management / Risicobeheer1. Een continu proces dat ten aanzien van de doelstelling risico's identificeert en beoordeelt. : 2. De bedrijfsafdeling die zich hiermee bezighoudt.
Russische RouletteStatutaire bepaling die ziet op de uitkoop van aandeelhouders. De aandeelhouder die zich hierop beroept moet zijn aandelen aanbieden aan de andere aandeelhouders, maar zal, indien deze weigeren, hun aandelen tegen dezelfde prijs per aandeel moeten overnemen.
RuziesplitsingJuridische splitsing van een entiteit wanneer aandeelhouders door hun conflicten de besluitvorming verlammen.
SeniorEen ervaren werknemer. Men spreekt ook wel van senioriteit uitgedrukt in het aantal jaren ervaring of de functie in het vakgebied.
Service Level Agreement of SLAOvereenkomst tussen verschillende bedrijfsonderdelen of groepsmaatschappijen waarin de verschillende taken en verantwoordelijkheden worden toebedeeld.
StakeholderIemand uit de wijde kring van direct en indirect belanghebbenden bij een onderneming.
StarterIemand die in zijn eerste baan zit.
SterfhuiscontructieHet tussen verschillende vennootschappen scheiden van winst- en verliesgevende activiteiten, teneinde de vennootschappen met verlieslatende activiteiten (het sterfhuis) failliet te laten gaan, en de rest een doorstart te laten maken.
SupervisorEen senior werknemer die direct toezicht houdt op andere werknemers. Vaak is supervisor het hoogste niet-managerniveau, het laagste managementniveau, of een overbruggingsfunctie van niet-manager naar manager.
Townhall meetingEen plenaire bijeenkomst van het gehele personeelsbestand van het bedrijf of een vestiging waarin het hogere management een overzicht geeft van de stand van zaken.
TrainingTrainingen zijn binnen een bedrijf ofwel gericht op verbetering van de motivatie en prestatie van de werknemers, ofwel op het bekend maken met wettelijke en procedurele voorschriften. Een training kan plaatsvinden door directe presentatie, online presentatie of een rollenspel.
Ultimate Beneficial Owner (UBO)De uiteindelijk belanghebbende in een onderneming, de natuurlijk persoon aan de top van de structuur die de economische rechten en zeggenschap heeft. Het is mogelijk dat er meer dan één UBO is.
Up or outEen beleid waarin men werknemers die niet na een bepaalde tijd rijp zijn voor promotie laat afvloeien.
Uurtje-factuurtjeOok wel time-spent of time-based charging, -invoicing of -facurering genoemd. Het is een wijze van factureren bij dienstverleners waarbij de bestede tijd (mede) meetelt voor de hoogte van de factuur. Werknemers dienen hiervoor hun tijd bij te houden in een time sheet of urenstaat.
Venture capital (durfkapitaal)Een risicovolle belegging, bijvoorbeeld in een startende onderneming. Wanneer een kapitaalverstrekker dit doet, zal hij een hoog rendement op zijn beleggingen eisen.
Vijandelijke overnameEen overname waaraan het bestuur van de overgenomen vennootschap niet meewerkt. De overnemer zal dan zelf de aandeelhouders van de overgenomen vennootschap benaderen. Dit leidt vaak tot juridische strijd. Wanneer de overname lukt, zal het zittende bestuur en wellicht zelfs het hele management vaak het veld moeten ruimen.
Vriendelijke overnameEen overname waaraan het bestuur van de overgenomen vennootschap meewerkt.
WatervalContractuele voorrangsregeling voor betaling van kosten.
WatervalstrategieMarktpenetratiestrategie waarin men verschillende markten opeenvolgend penetreert waarbij slechts een nieuwe penetratie wordt uitgevoerd wanneer de eerdere succesvol is.
Werkmaatschappij of werksterEen vennootschap die geen aandelen in andere vennootschappen houdt maar zich uitsluitend met een of meerdere ondernemingen bezighoudt.
White KnightEen kapitaalverstrekker die een vijandige overname verijdelt, door bijvoorbeeld een extra financiering aan te bieden  of een hoger bod op de aandelen uit te brengen.